# Eloria demortua
Eloria demortua är en fjärilsart som beskrevs av Jacob Hübner 1825. Eloria demortua ingår i släktet Eloria och familjen tofsspinnare. Inga underarter finns listade i Catalogue of Life.